# Hormizd II

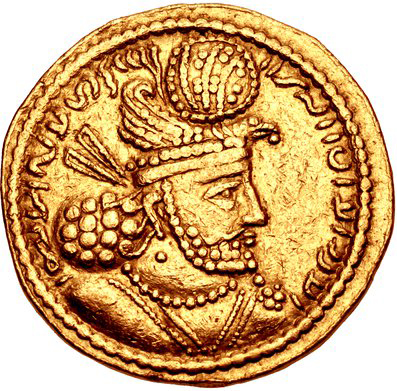
Đồng tiền mang hình Hormizd II

Hormizd II (tiếng Ba Tư: هرمز دوم) là hoàng đế thứ 8 của Vương triều Sassanid thuộc Đế quốc Ba Tư, trị vì 7 năm 5 tháng, từ 302 đến 309. Ông là con trai của Narseh (293-302).
Trong thời kỳ ông cai trị, vương quốc Armenia, một nhà nước chư hầu ở phía Tây Iran từ bỏ Hoả giáo do của người Sassanids và tuyên bố Cơ Đốc giáo là quốc giáo của họ. Hormizd giải quyết thành công các cuộc đấu đá nội bộ bên trong đế quốc cũng như mối đe doạ từ vương quốc Ghassanid ở phía Tây Nam Iran, giết chết vị vua của vương quốc này tại Syria. Tuy nhiên thời kỳ cai trị của ông kết thúc đột ngột với cái chết của ông do các quý tộc Iran tiến hành.
Con trưởng của ông sau đó là Adur Narseh lên trị vì được vài tháng trong năm 309 và cũng bị các quý tộc ám sát. Họ sau đó tôn đứa con thứ vừa mới chào đời chưa lâu của ông là Shapur II lên ngôi.